# Jan Wilski
Jan Wilski herbu Półkozic – podkomorzy czerski, poseł województwa mazowieckiego na sejm zwyczajny 1607 roku. Poseł ziemi czerskiej na sejm nadzwyczajny 1613 roku.